# Тео, Лоренцо
Лоренцо Тео́ (фр. Lorenzo Tehau; 10 апреля 1989, Таити) — таитянский футболист, полузащитник клуба «Тефана». Игрок национальной сборной Таити с 2010 года.

## Карьера

### В сборной
В 2010 году полузащитник дебютировал в главной сборной страны. После перерыва в один год он был вновь вызван в национальную команду для участия в Кубке наций ОФК 2012. На соревновании таитянин отметился покером в ворота сборной Самоа (итоговый счёт — 10:1 в пользу Таити), а также забил в игре против Новой Каледонии. На том турнире коллектив с Таити впервые в своей истории занял первое место, а Лоренцо с 5 голами стал лучшим бомбардиром команды.

## Личная жизнь
У Лоренцо Тео есть брат-близнец Альвен, брат Джонатан и двоюродный брат Теаоньи. Все они также играют в сборной Таити по футболу.